# Pseudeusemia niepelti
Pseudeusemia niepelti är en fjärilsart som beskrevs av Gustav Weymer 1914. Pseudeusemia niepelti ingår i släktet Pseudeusemia och familjen mätare. Inga underarter finns listade i Catalogue of Life.